# Ahez
Ахез (фр. Ahez) је француска вокална група из Бретање, коју чине Марине Лавигне, Стерен Диридолоу и Стерен Ле Гуилоу.  Трио је представљао Француску на Песми Евровизије 2022. године заједно са Алваном.

## Каријера
Диридолу, Лавигне и Ле Гуилоу су се упознале током студија у Диван средњој школи у Каре Плугер-у, Бретања, где су вежбале традиционални стил певања кан ха дискан. Име "Ахез" долази од Ker Ahez, популарна етимологија за бретонско име Carhaix (Karaez), и Ахес, бретонска митолошка фигура. Група је почела да наступа на фест-ноз фестивалима 2018. године, а учествовала је и на Интер-келтском фестивалу у Лорјану 2018. године са бендом Ебен.
У лето 2021. упознале су певача и продуцента Алвана у једном бару у Рену. Заједно су учествовали на Eurovision France, c'est vous qui décidez! 2022, што је француска национална селекција за Песму Евровизије 2022, са песмом "Fulenn". Победили су на такмичењу, освојивши и гласање жирија и телегласање. То је прва песма на Евровизији која се певала на бретонском језику од 1996 године.

## Дискографија

### Синглови
| Наслов       | Година | Највиша позиција | Највиша позиција | Албум |
| Наслов       | Година | ЛИТ              | [ 8 ]            | Албум |
| ------------ | ------ | ---------------- | ---------------- | ----- |
| (with Алван) | 2022.  | 22               | 18               |       |